# 久保田肇
久保田 肇（くぼた はじめ）は、日本の経済学者。北海道大学大学院経済学研究院教授及び北海道大学大学院国際食資源学院教授。日本国際経済学会特命理事。

## 略歴
一橋大学大学院経済学研究科修了。指導教官池間誠。Ph.D（ロチェスター大学）。指導教官は、ライオネル・マッケンジー、Ronald W. Jones、John H. Boyd Ⅲ。滋賀大学経済学部専任講師・助教授、北海道大学大学院助教授・教授を経て、現職。2014年から16年まで国立大学法人北海道大学教育研究評議会評議員。2022年から北海道大学大学院経済学研究院長・経済学院長・経済学部長。また、専門は数理経済学及び国際経済学。

## 主な著書・論文
- "On equilibrium existence theorem based on an infinite dimensional Gale-Nikaido Lemma"
- "Gale-Nikaido lemma in infinite dimensional spaces: early attempts by prof. Nikaido"
- " On the Existence of Competitive Equilibrium in Classical Finite Economies without Survival Assumption : Resource Relatedness Case"
- 「伝統的な世界経済モデルにおける自由貿易からの利益の存在について：非完備な選好のケース」 彦根論叢（滋賀大学） 323号
- 「競争均衡の存在問題における既約性の役割について： 古典的有限次元のケース」彦根論叢（滋賀大学） 332号
- 「無限期間定常経済モデルにおける厚生経済学の第2基本定理と競争均衡の存在定理：一般的消費集合のケース」 経済学研究（北海道大学） 第54巻1号